# Cashmere Bouquet
Cashmere Bouquet é uma tradicional marca de sabonete perfumado lançada pela Colgate-Palmolive em 1872 por Samuel Colgate (1822-1897), filho do fundador da empresa. Em 1946 a linha Cashmere Bouquet foi lançada no Brasil.

## Linha de produtos

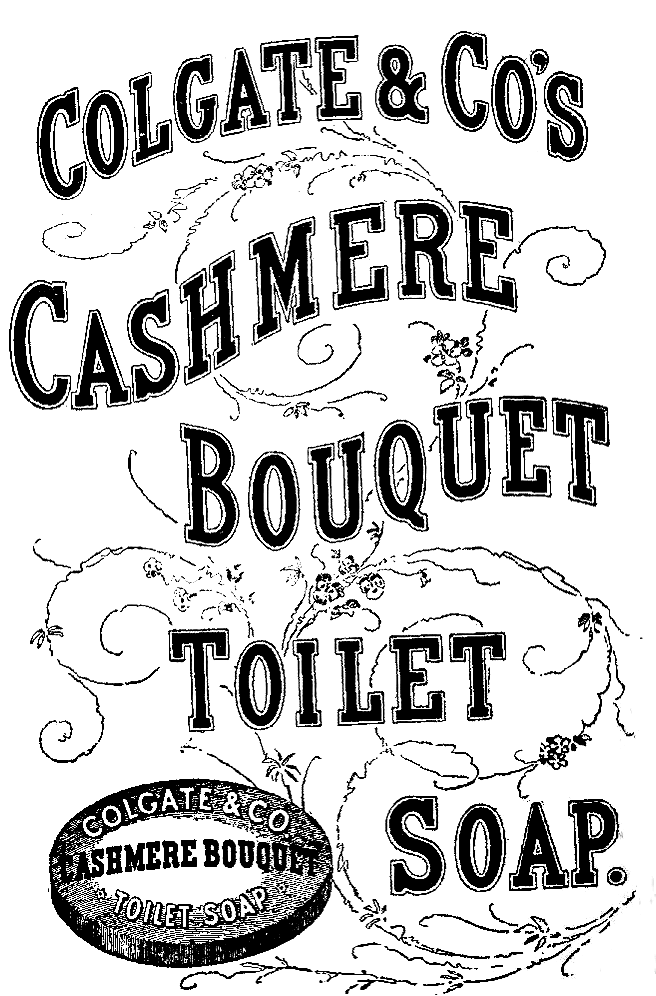
Anúncio ilustrado do Sabonete Cashmere da Colgate & Co no livro Six Month's in Mexico.

Após o lançamento do sabonete no Brasil, a linha de produtos foi complementada com pó de arroz, talco perfumado e água-de-colônia.
A os produtos de beleza da Cashmere Bouquet deixaram de fabricados no no Brasil em 2009.

## Tradição
A história e a relevância da marca tem sido preservada com peças de propaganda e embalagens por diversos museus e bibliotecas pelo mundo. O Museu Nacional d'Art de Catalunya em Barcelona mantem em seu acervo um cartazete datado de 1897
; no National Museum of American History, mantido pela Fundação Smithsonian na cidade de Nova Iorque pode ser encontrado um frasco de fragância datado de 1920
; também em Nova Iorque o The New York Academy of Medicine guarda um cartão comercial de propaganda extrato de Cashmere Bouquet apresentando um buquê de flores silvestres azuis ; na Universidade da Nova Inglaterra na Austrália, é mantido um cartaz do Cashmere Bouquet soap e no The Henry Ford Museum no estado do Michigan um sabonete faz parte da coleção.

## Leituras adicionais
- ASHCAR, Renata. Brasilessência: a cultura do perfume. São Paulo: Nova Cultural, 2001.
- BUENO, Eduardo. Passado a limpo: História da higiene pessoal no Brasil. São Paulo: Gabarito, 2007.